# Apus batesi
El vencejo del Camerún o vencejo de Bates (Apus batesi) es una especie de vencejo de la familia Apodidae.

## Hábitat y distribución
Puede encontrarse en Camerún, la República del Congo, la República Democrática del Congo, República Centroafricana,  Guinea Ecuatorial, Gabón, Ghana, Liberia y Nigeria. Aunque su población no ha sido cuantificada, se considera que en determinados puntos de su zona de distribución es muy abundante y en otros rara o muy rara.